# Ожерелье Антуана

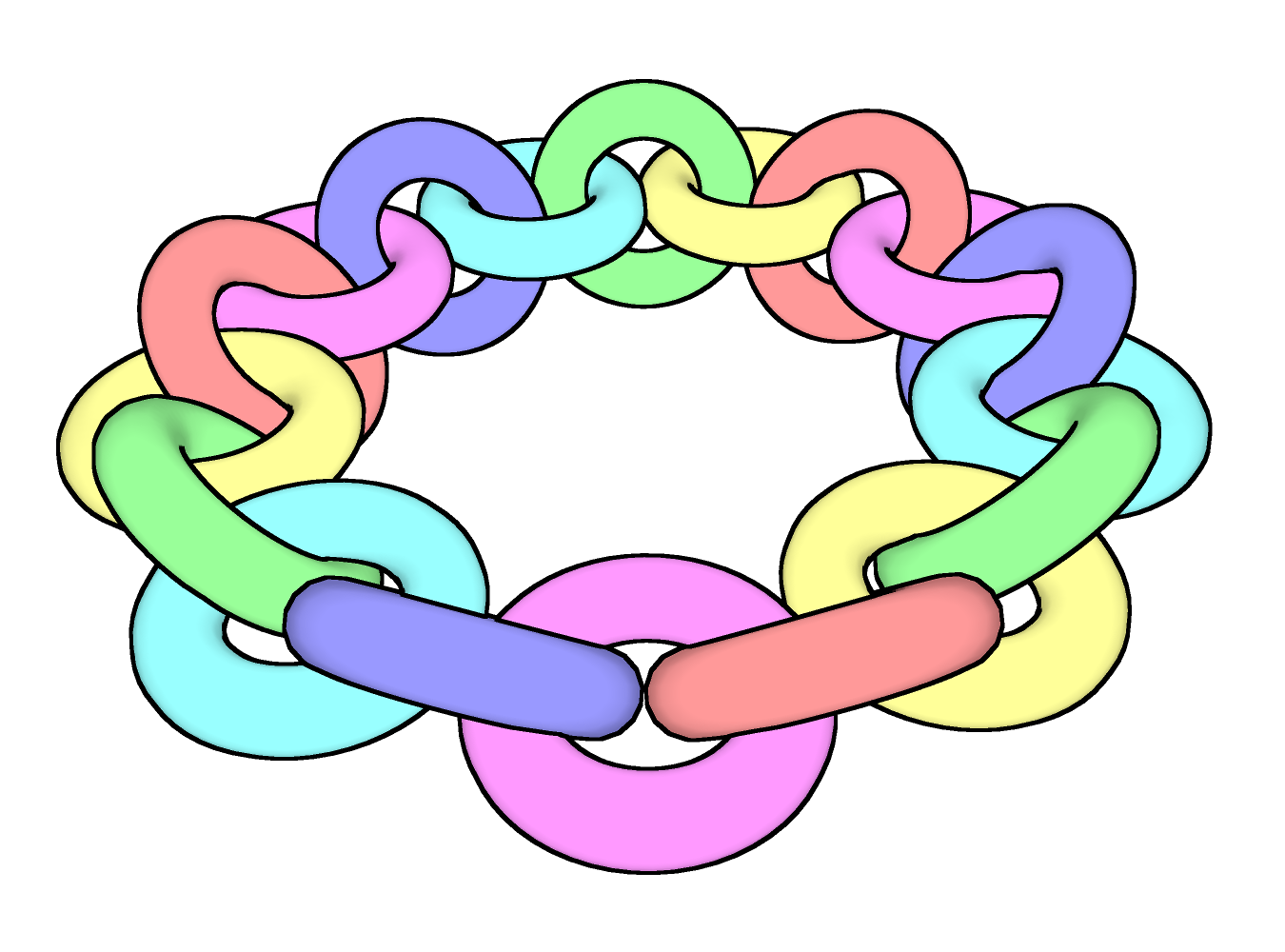
Первая итерация

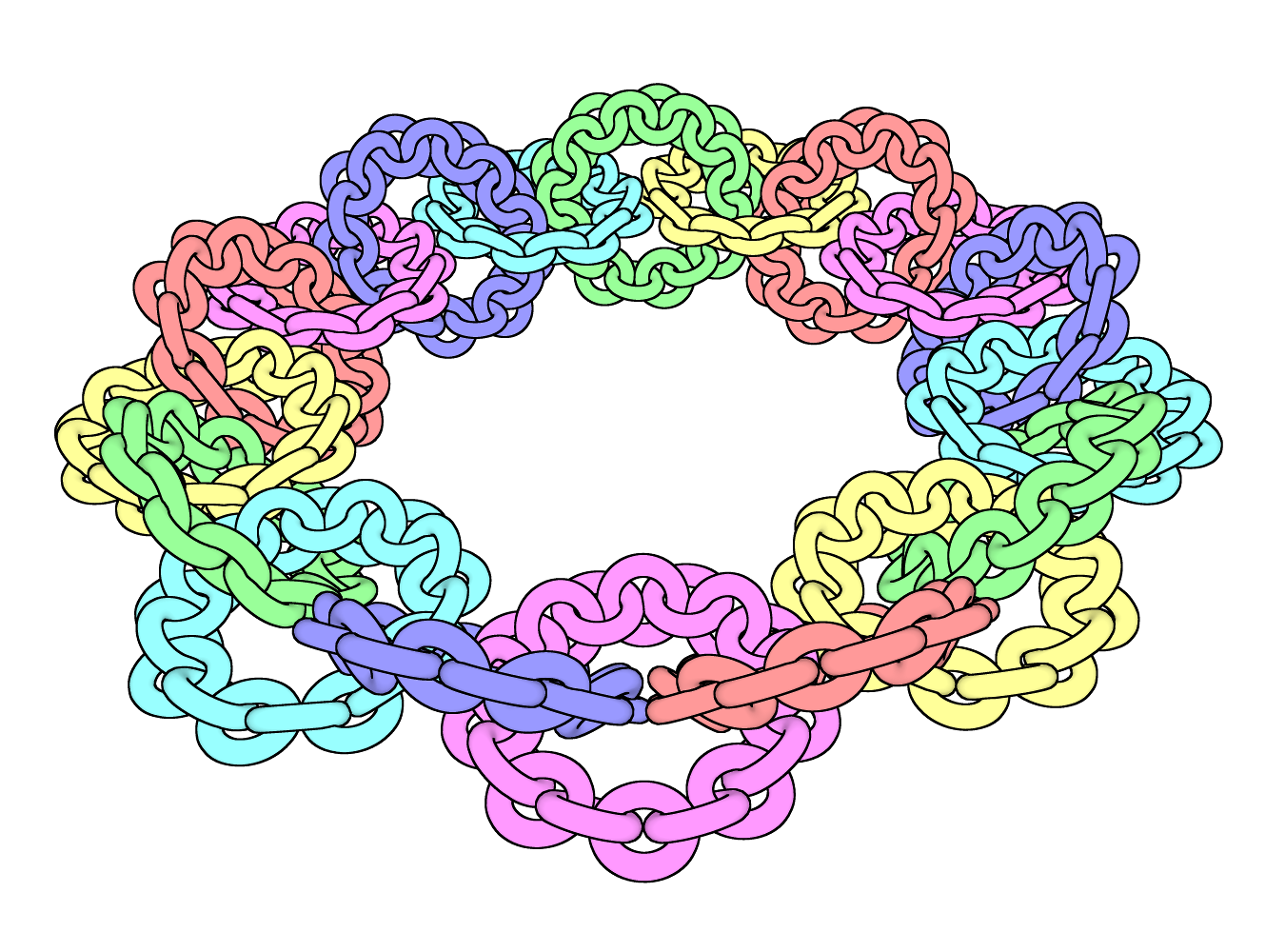
Вторая итерация

Ожерелье Антуана (антуановское множество) — пример подмножества евклидова пространства, гомеоморфного канторову множеству,
но при этом имеющего неодносвязное дополнение.
Построен Луи Антуаном в 1921 году.

## Построение
Ожерелье получается как пересечение убывающей последовательности компактных множеств:
{\displaystyle K_{1}\supset K_{2}\supset \dots }
такой, что каждое {\displaystyle K_{n}} является объединением конечного числа непересекающихся полноториев.
Если максимальный диаметр полнотория в {\displaystyle K_{n}} стремится к нулю при {\displaystyle n\to \infty }, то пересечение:
{\displaystyle K=\bigcap _{n}K_{n}}
является компактным вполне несвязным множеством без изолированных точек и значит гомеоморфно канторову множеству.
С другой стороны, можно выбрать последовательность {\displaystyle K_{n}} так, что дополнение к полученному {\displaystyle K} неодносвязно,
для этого пересечение {\displaystyle K_{n+1}} с каждым полноторием в {\displaystyle K_{n}} должно образовывать замкнутую цепь как на картинке.